# Algeciras Balonmano
Maillots
Dernière mise à jour : 1 novembre 2014.
Algeciras BM est un ancien club espagnol de handball, basé à Algésiras en Andalousie. Fondé en 1966, le club disparaît en 2008 à la suite d'une relégation sportive en Division 2 et à de gros problèmes financiers.
Le club était présidé par Jose Maria Rios et entrainé par Ricard Franch.

## Meilleurs résultats
- Championnat d'Espagne : 9e en 2006
- Coupe du Roi : demi-finaliste en 2007
- Championnat d'Espagne de Division 2 : champion en 2005

## Joueurs célèbres
Parmi les joueurs ayant évolué au club, on trouve :
- Davor Dominiković : 8-11/2004
- Nedeljko Jovanović : 2004-2005
- Petar Nenadić : 2007-01/2008
- / Nenad Peruničić : 8-11/2007
- Sergueï Pogorelov : 2005-2008
- Borko Ristovski : 2007
- Valero Rivera : 2007-2008
- Borja Vidal : 2007-2008